# Budweiser/G.I. Joe's 200 1999
Budweiser/G.I. Joe's 200 1999 var ett race som var den åttonde deltävlingen i CART World Series 1999. Racet kördes den 20 juni på Portland International Raceway utanför Portland, Oregon. Tävlingen vanns av Gil de Ferran, vilket var hans första seger sedan Cleveland 1996, då han körde för Jim Hall Racing. Trots att de Ferran blev tvåa i mästerskapet 1997, lyckades han inte vinna någon tävling för Walker Racing innan segern på Portland. Vinsten tog de Ferran upp till en tredjeplats i mästerskapet, men han tog inte in alltför mycket på ledaren Juan Pablo Montoya, samt tvåan Dario Franchitti, sedan de bägge följde honom i mål. Däremot tappade Greg Moore kontakten med toppskiktet, sedan han missat att ta poäng över huvud taget.

## Slutresultat
| Plats | Förare               | Team                     | Grid | Kvaltid  |
| ----- | -------------------- | ------------------------ | ---- | -------- |
| 1     | Gil de Ferran        | Walker Racing            | 3    | 58,339   |
| 2     | Juan Pablo Montoya   | Chip Ganassi Racing      | 1    | 58,193   |
| 3     | Dario Franchitti     | Team KOOL Green          | 12   | 58,642   |
| 4     | Adrián Fernández     | Patrick Racing           | 5    | 58,364   |
| 5     | Paul Tracy           | Team KOOL Green          | 6    | 58,403   |
| 6     | Bryan Herta          | Team Rahal               | 4    | 58,359   |
| 7     | Max Papis            | Team Rahal               | 10   | 58,561   |
| 8     | Roberto Moreno       | PacWest Racing           | 11   | 58,609   |
| 9     | Patrick Carpentier   | Forsythe Racing          | 8    | 58,437   |
| 10    | Michael Andretti     | Newman/Haas Racing       | 14   | 58,683   |
| 11    | Cristiano da Matta   | Arciero-Wells Racing     | 15   | 58,728   |
| 12    | Jimmy Vasser         | Chip Ganassi Racing      | 7    | 58,403   |
| 13    | Greg Moore           | Forsythe Racing          | 13   | 58,679   |
| 14    | Christian Fittipaldi | Newman/Haas Racing       | 9    | 58,479   |
| 15    | Tony Kanaan          | Forsythe Racing          | 17   | 58,801   |
| 16    | Al Unser Jr.         | Marlboro Team Penske     | 26   | 59,791   |
| 17    | Robby Gordon         | Team Gordon              | 20   | 59,154   |
| 18    | Tarso Marques        | Marlboro Team Penske     | 18   | 58,872   |
| 19    | Memo Gidley          | Walker Racing            | 25   | 59,260   |
| 20    | Michel Jourdain Jr.  | Payton/Coyne Racing      | 24   | 59,245   |
| 21    | P.J. Jones           | Patrick Racing           | 23   | 59,242   |
| 22    | Richie Hearn         | Della Penna Motorsports  | 21   | 59,181   |
| 23    | Luiz Garcia Jr.      | Payton/Coyne Racing      | 27   | 59,902   |
| 24    | Scott Pruett         | Arciero-Wells Racing     | 19   | 58,954   |
| 25    | Maurício Gugelmin    | PacWest Racing           | 16   | 58,763   |
| 26    | Hélio Castroneves    | Hogan Racing             | 2    | 58,282   |
| 27    | Gualter Salles       | All American Racing      | 22   | 59,186   |
| 28    | Shigeaki Hattori     | Bettenhausen Motorsports | 28   | 1.02,129 |